# Monmouth Cricket Club
Le Monmouth Cricket Club représente le comté traditionnel de Monmouthshire, pays de Galles. Le club est basé à Chippenham Sports Ground. Il a été fondé en 1838. En 2012, l'Hôtel Kings Head (JD Westherspoons) a parrainé le Monmouth Cricket Club. Le club dispose de 4 équipes juniors, catégories U15s, lU13s, U11s et U9s.